# Mémoires. 50 ans de réflexion politique
Mémoires. 50 ans de réflexion politique е книга в 2 тома на философа, социолога, политолога, историка и френския журналист Реймон Арон, издадена през 1983 г.